# 索尼娅·乔西奇
索尼娅·乔西奇（1988年—）是一名塞尔维亚时装设计师，她以折纸造型、褶皱层叠、中性轮廓以及创造可持续时尚而闻名。她的作品被描述为具有斯堪的纳维亚极简主义，黑白色调对比，还被誉为“介于服装和雕塑的边缘。”

## 背景
出生在贝尔格莱德，乔西奇童年生活在西班牙。2010年，她毕业于贝尔格莱德的“纺织应用设计、技术和管理学院”，获得服装设计学士学位。随后，她进入瑞典波罗斯大学的“纺织学院”学习，并于2014年获得服装设计硕士学位。在瑞典期间，乔西奇还在斯德哥尔摩的瑞典品牌“第五大道修鞋”实习。她协助拍摄照片，并帮助准备2012年女装和男装系列的模型。

## 事业
乔西奇于2013年推出了她的同名品牌。2014年，她上了塞尔维亚版《Elle》杂志，成为值得关注的年轻设计师之一。从那以后，她多次出席贝尔格莱德时装周。2015年，她展示了可以以多种方式穿着的T恤，这位设计师称之为“时尚拼贴”。该系列还推出了分层裙和半透明上衣，以及一件引人注目的作品，“一件不对称外套和一条玛琳·黛德丽风格的裤子组成的全黑服装。”2016年，她推出了黑色、红色和白色的服装，将羊毛和丝绸等传统面料与橡胶、PVC和其他非传统材料混合在一起。为了唤起人们对可持续时尚的意识，她2017年的系列被称为“Zero Percent”，主要依靠减少面料浪费。2018年，她参加了贝尔格莱德时装周的“Fashion Scout See”部分。意大利《Vogue》杂志形容她对轻薄分层面料的使用创造了“不成比例的轻薄轮廓，尤其是在运动中，让服装变得生动起来。”2018年，乔西奇还在卢布尔雅那举办的“梅赛德斯-奔驰时装周”上展示了一场时装秀。
在被描述为具有对比感的风格中，乔西奇混合了对立的颜色，织物和形式。为了减少织物的浪费，她采用了褶皱分层和精确的图案切割，并遵循折纸的原理。面料被折叠成3D形状，创造出雕塑般的效果。
乔西奇在贝尔格莱德时装周上获得了多个奖项，包括“鲍里斯·尼科里奇奖”、“纺织品设计师奖”和“巴兹艺术奖”。塞尔维亚时尚界的其他奖项包括“芭莎奖”和“ELLE时尚奖”。2017年，她还在“贡布·乌杰拉！欧洲中部”比赛中获得了“最佳国际设计师奖”，这是匈牙利布达佩斯中欧时装周的一部分，她的获奖系列结合了丝绸、羊毛和棉布，并强调了木纹的细节。
乔西奇是一名前现代舞演员，在从事高级时装工作之前，还曾担任过戏剧服装设计师。